# Dekanat Dresden
Das Dekanat Dresden ist ein Dekanat des römisch-katholischen Bistums Dresden-Meißen.
Es umfasst zwölf Pfarreien in Dresden und der näheren Umgebung mit rund 34.000 Katholiken. Bei der Neustrukturierung der Dekanate 2002 wurde das Dekanat Pirna in das Dekanat Dresden integriert.
Dekan ist der Dompfarrer der Kathedrale in Dresden.

## Pfarreien mit Kirchengebäuden
| Pfarrei                       | Patrozinium                   | Katholiken | Verantwortungs-gemeinschaft                          | Pfarrkirche                       | Filialkirchen und Kapellen | Bild der Pfarrkirche |
| ----------------------------- | ----------------------------- | ---------- | ---------------------------------------------------- | --------------------------------- | --- | -------------------- |
| Dippoldiswalde                | Konrad von Parzham            | 2265       | Katholische Pfarrei Osterzgebirge                    | St. Konrad von Parzham            | St. Joachim Freital, Maria im Gebirge Kipsdorf, Maria Regina Schmiedeberg, Hl. Klaus von Flüe Zinnwald |                      |
| Dresden-Altstadt (Dompfarrei) | Allerheiligste Dreifaltigkeit | 1867       |                                                      | Kathedrale Ss. Trinitatis Dresden | Bischöfliche Hauskapelle, St. Benno, St. Michael |                      |
| Dresden-Cotta                 | St. Marien                    | 1290       | VG Dresden Süd-West                                  | St. Marien                        | |                      |
| Dresden-Johannstadt           | Herz Jesu                     | 2302       | VG Dresden Süd-Ost                                   | Herz-Jesu-Kirche                  | Mariä Heimsuchung, Kapelle im St. Joseph-Stift |                      |
| Dresden-Löbtau                | Heilig Geist                  | 2328       | VG Dresden Süd-West                                  | St. Antonius                      | |                      |
| Dresden-Neustadt              | Martin von Tours              | 8926       | ehemals VG Dresden Nord Pfarreigründung am 11.11.18  | Garnisonkirche St. Martin         | St. Josef Dresden-Pieschen, St. Hubertus Dresden-Weißer Hirsch, Hl. Kreuz Dresden-Klotzsche, St. Trinitatis Moritzburg, Kreuzerhöhung Radeburg, Ss. Trinitatis Dresden-Pillnitz, Maria am Wege, Dresden-Hosterwitz                                  |                      |
| Dresden-Plauen                | St. Paulus                    | 2392       | VG Dresden Süd-West                                  | St. Paulus                        | |                      |
| Dresden-Strehlen              | St. Petrus                    | 2860       | VG Dresden Süd-West                                  | St. Petrus                        | Maria, Königin des Friedens Goppeln, Herz-Jesu-Kapelle Goppeln |                      |
| Dresden-Striesen              | Mariä Himmelfahrt             | 2647       | VG Dresden Süd-Ost                                   | Mariä-Himmelfahrtskirche          | Hl. Dreifaltigkeit, St. Johannes (Ordinariatskapelle) |                      |
| Dresden-Zschachwitz           | Hl. Familie                   | 2117       | VG Dresden Süd-Ost                                   | Pfarrkirche zur Heiligen Familie  | |                      |
| Pirna                         | St. Heinrich und Kunigunde    | 3334       | ehem. VG Sächsische Schweiz Pfarreigründung 02.09.18 | St. Kunigunde                     | Maria, Mittlerin aller Gnaden Bad Schandau, St. Antonius Berggießhübel, St. Georg Heidenau, Mariä Unbefleckte Empfängnis Königstein, St. Gertrud Neustadt, St. Heinrich Pirna, St. Joseph Rathmannsdorf, Kreuzerhöhung Sebnitz, St. Michael Stolpen |                      |
| Radeberg                      | St. Laurentius                | 1280       | VG Kamenz-Bischofswerda-Radeberg                     | St. Laurentius                    | St. Joseph der Werkmann Ottendorf-Okrilla, Krankenhauskirche Arnsdorf |                      |

## Pastoraler Erkundungsprozess
Im Rahmen des Pastoralen Erkundungsprozesses schlossen sich mehrere Pfarrgemeinden zu Verantwortungsgemeinschaften zusammen.
Zwei Verantwortungsgemeinschaften sind bereits zu neuen Pfarreien vereinigt wurden.